# Sven Hector
Sven Hector, född 23 augusti 1906 i Bogens kapellförsamling, död 25 januari 1985 i Arvika, var en svensk komminister och riksdagspolitiker (vpk).
Svens far, Olof, var kyrkoherde i Bogen och Gunnarskog och Sven fick studera i Lund där han träffade hustrun in spe, Inga-Lisa, vilka utbytte politiska och filosofiska tankar och engagerade sej i Clarté. Sven såg marxismen som en hjälp i förkunnandet av det kristna budskapet och ansåg att evangelierna berörde mänskornas liv på jorden. På det viset hamnade han i harnesk med dom präster som anslöt sej till fascismen eller annan småskuren nationalism. Hector tvingades till fyra månaders tjänstledighet från 29/1 1940, efter att ha kallats till förhör hos biskopen om sitt föredrag i Köping under titeln Är kommunisterna landsförrädare?.
Sven Hector var riksdagsledamot i andra kammaren från 1965-1968, invald i Värmlands läns valkrets.
- Wikiquote har citat av eller om Sven Hector.